# Заречное (Журавновская поселковая община)
Заречное (укр. Зарічне) — село в Журавновской поселковой общине Стрыйского района Львовской области Украины.
Население по переписи 2001 года составляло 740 человек. Занимает площадь 1,47 км². Почтовый индекс — 81795. Телефонный код — 3239.

## История
В 1946 г. указом ПВС УССР село Ляховичи-Заречный переименовано в Заречное.